# Igor Decraene
Igor Decraene (Waregem, 26 januari 1996 – Zulte, 30 augustus 2014) was een Belgisch wielrenner. Hij won in 2013 het Belgisch en wereldkampioenschap tijdrijden voor junioren en gold daardoor als een beloftevol renner.
Decraene werd op 24 september 2013 in het Italiaanse Firenze wereldkampioen tijdrijden bij de junioren. Eind november 2013 werd Decraene bij de verkiezing van de Kristallen Fiets uitgeroepen tot beste jongere en op het Sportgala eindigde hij als tweede in de verkiezing van Beloftevolle Jongere van het Jaar.
In 2014 werd hij provinciaal en Belgisch kampioen tijdrijden bij de junioren, maar kon hij door een knieblessure en operatie niet deelnemen aan het EK in juli. Hij was wel geselecteerd voor de tijdrit op het WK in het Spaanse Ponferrada.
Decraene overleed op 30 augustus 2014 op 18-jarige leeftijd toen hij 's nachts in Zulte door een trein werd aangereden. Hij werd op 6 september begraven in de Biest in Waregem.

## Overwinningen
2013
 Belgisch kampioen tijdrijden, Junioren
2e etappe deel A Keizer der Juniores
 Wereldkampioen tijdrijden, Junioren
Chrono des Nations, Junioren
2014
 Belgisch kampioen tijdrijden, Junioren